# Settebello (vonat)
A Settebello egy vasúti járat volt, amely Olaszországban Milánó és Róma között közlekedett 1984. június 2-ig. Megszűnése után helyét a TEE Colosseum járat vette át.
A teljes utazási idő Milánó és Róma között egy kicsivel több, mint 6 óra volt 1963-ban.
A járatot az ETR 300 sorozatú villamos motorvonattal üzemeltették. A hétrészes motorvonat első és utolsó kocsijában volt a vezetőállás, ám nem a kocsik legelejében, hanem kissé távolabb és megemelve. Ezzel a kialakítással lehetővé vált, hogy az utasok előrefelé is kinézhessenek menet közben. A hétrészes kialakítás után kapta a járat a nevét is: Settebello, mely olasz nyelven Gyönyörű hetes-t jelent. Ugyanilyen nevű olasz kártyajáték is ismert.

## Sebesség
A teljes út Milánó és Róma között valamivel több mint hat órát vett igénybe 1963-ban. 1974-re, amikor a vonat Trans-Europe Express lett, az út csak 5 órát és 45 percet vett igénybe mindkét irányban, és 1977-re az utazási idő további 10 perccel csökkent.
1964-től a vonat maximális sebessége normál üzemben 150 km/h volt, de engedélyezték 160 km/h sebességig. A legnagyobb átlagsebességgel rendelkező útvonalrész a Milánó–Bologna szakasz volt, átlagosan 130 km/h sebességgel. Az átlagos utazási sebesség az egész út során, a megállókat is beleértve, 113,9 km/h volt 1978-tól. Az 1970-es évek közepétől a folyamatos vonal korszerűsítés valószínűleg lehetővé tette a Settebello normál végsebességének kb. 160 km/h-ra történő növelését.

## Képek

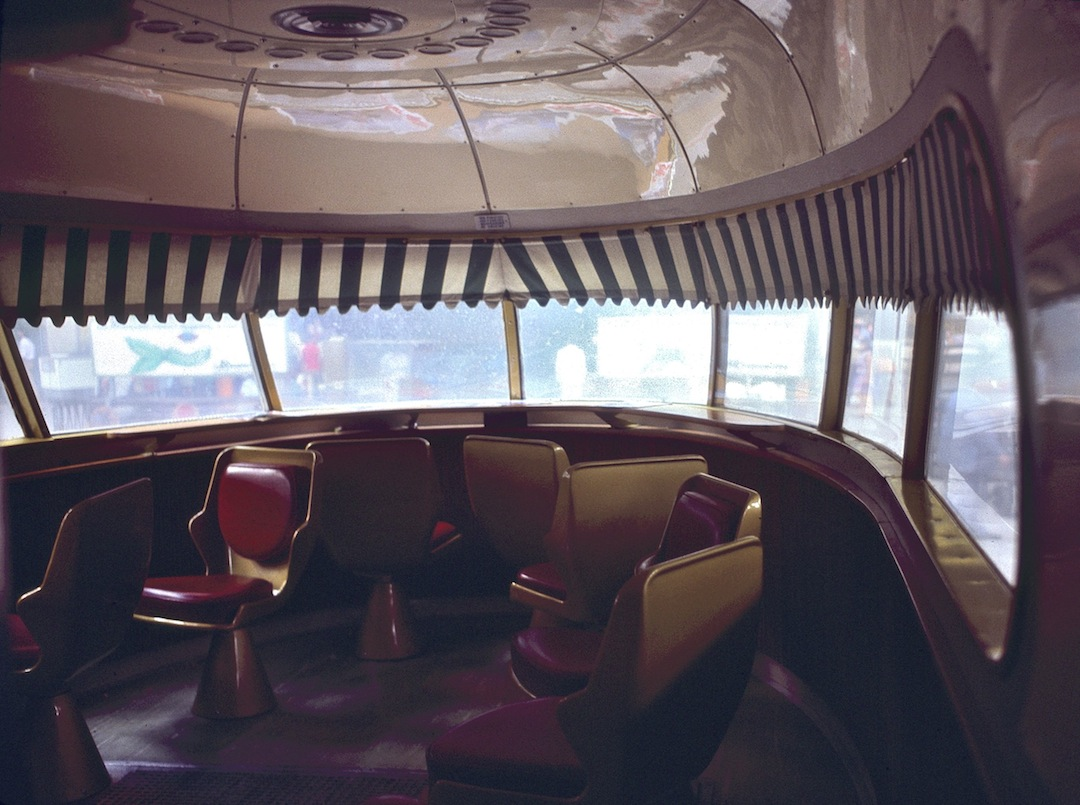
Az első és az utolsó kocsiban kialakított szalon-szakasz
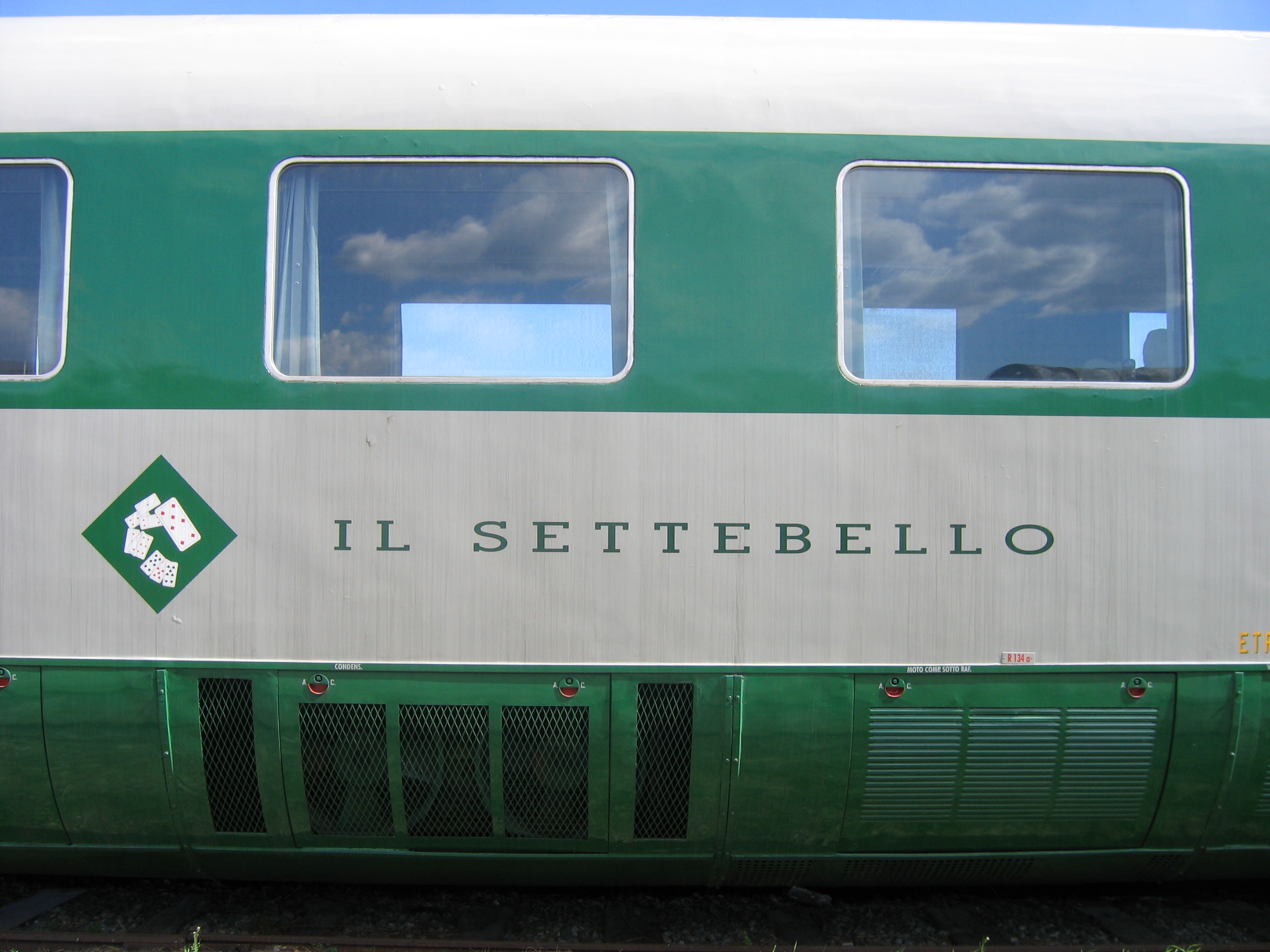
A Settebello felirat és kártyajáték az egyik kocsi oldalán
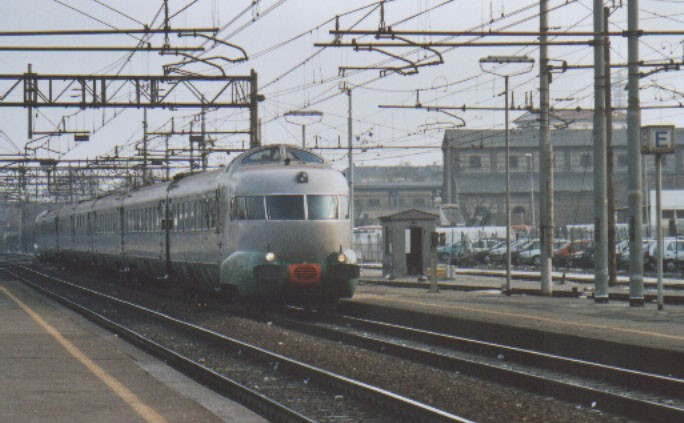
A felújított motorvonat 2003-ban Stazione di Piacenza állomáson